# Saint-Joseph-de-Rivière
Saint-Joseph-de-Rivière es una comuna francesa situada en el departamento de Isère, en la región de Auvernia-Ródano-Alpes.

## Demografía
| 519 | 533 | 598 | 723 | 800 | 961 | 1224 |
| Para los censos de 1962 a 1999 la población legal corresponde a la población sin duplicidades (Fuente: INSEE [Consultar]) |     |     |     |     |     |      |